# 新古今時代
新古今時代（しんこきんじだい）は、日本文学の歴史における区分で、平安時代文学（中古文学）と鎌倉時代文学（中世文学）の間の移行期に当たる。
文学の中心は和歌である。
年代はあいまいであるが藤原定家の生きた80年（1162年 - 1242年）、あるいは後鳥羽院の生きた60年（1180年 - 1239年）を当てることが多い。

## 主な人物
- 藤原俊成 - この時代の基本的歌論を確立し、「千載和歌集」を編んだ。
- 藤原定家 - 父俊成が確立した歌論を大成し、「新古今和歌集」・「新勅撰和歌集」を編んだ、御子左家の双璧のひとり。
- 九条良経 - 叔父慈円とともに、父九条兼実が擁護した御子左家を支持した。この時代初期の擁護者。
- 慈円 - 甥良経とともに御子左家を支持した。
- 後鳥羽院 - 俊成に傾倒し、子の定家らに「新古今和歌集」を選ばせた、この時代中期の擁護者。
- 源実朝 - 飛鳥井雅経を介して定家を知り、師事した。
- 西行 - 俊成・定家父子が高く評価した歌人。
- 藤原家隆 - 叙景歌に優れた御子左家の双璧のひとり。
- 九条道家 - 祖父兼実・父良経に続いて御子左家を支持した、この時代後期の擁護者。

## 主な作品
- 新古今和歌集
- 千載和歌集
- 新勅撰和歌集
- 六百番歌合
- 金槐和歌集
- 六家集
- 千五百番歌合
- 毎月抄
- 近代秀歌